# サーシー
サーシー（Searcy）は、アメリカ合衆国アーカンソー州の都市。2020年時点での人口は22,937人。ホワイト郡内で最大の都市であり、同郡の郡庁所在地である。ハーディング大学とアーカンソー州立大学サーシー校がある学園都市である。リトルロック・ノースリトルロック・コンウェイ広域都市圏の北端に位置する。

## 歴史
同市は当初、ホワイト・サルファー・スプリングス(White Sulphur Springs、白い硫黄の泉の意)と呼ばれていた。市名の通り、街の中心部近くに温泉が湧いており、湯治に訪れる人で賑わっていた。温泉は1920年代に枯渇しており、今はその面影はないが、当時の泉の一つの遺構が中心街南のスプリングパークに残っている。アーカンソー準州が州に昇格した翌年の1837年、同州の昇格の功労者である判事のリチャード・サーシーの苗字をとり市名をサーシーと改めた。
南北戦争中の1862年、アーカンソー州内で起こったウィットニーズ・レーンの戦い(Action at Whitney's Lane)の一部はサーシーの周辺が戦場であった。
1908年、ミズーリ＆北アーカンソー鉄道(Missouri & North Arkansas Railroad)がサーシーまで開通し、ミズーリ州ジョプリンまで線路で結ばれた。翌1909年にはアーカンソー州東端のヘレナまで開通した。その後、1945年に同州ジョージタウンで起こった洪水により鉄橋が損傷し修理不能に陥り、翌年には運航を止めてしまった。
1934年、当時アーカンソー州モリルトンにあったハーディング大学がサーシーに移転する。かつて同地に所在していたギャロウェイ女子大学を購入したもので、その名残は女子寮として現存するパティー・コブホールに残っている。
1978年、同市東側にウォールマート(Walmart)の大規模な配送センターが建設された。当時革新的だったベルトコンベアを活用し、当時のウォールマートの全店舗の半数の配達が賄える規模だった。
2019年、サーシーはアメリカのテレビ番組「スモール・ビジネス・レボリューション」(Small Business Revolution)のシーズン4の舞台に選ばれた。同番組は田舎町の飲食店や製造業などの小規模なビジネスに合計50万ドルの出資をし、番組のマーケティングチームによりビジネスを生まれ変わらせるものであり、結果6つのビジネスが対象に選ばれ、計8話が制作された。
2023年の国勢調査の結果、サーシーは全米で最も人口増加率の高い自治体の一つにランクインした。2020年から2023年の間に約２万人（3.8％）増えていた。全米での順位は96位で、アーカンソー州内では9位だった。

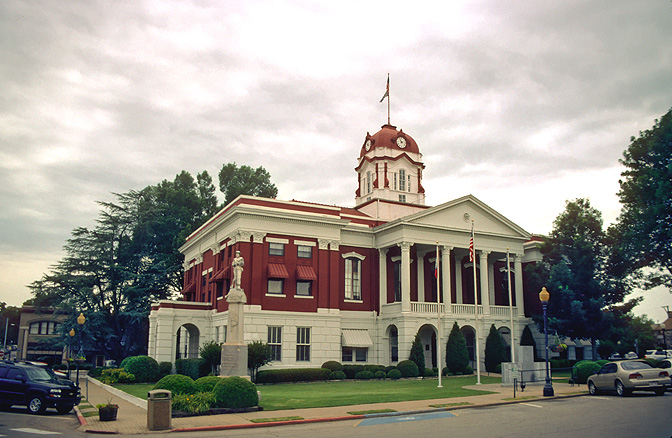
中心街にあるホワイト郡裁判所。1871年に建てられたもので、アーカンソー州内で現存する裁判所の中で最も古い[18]。
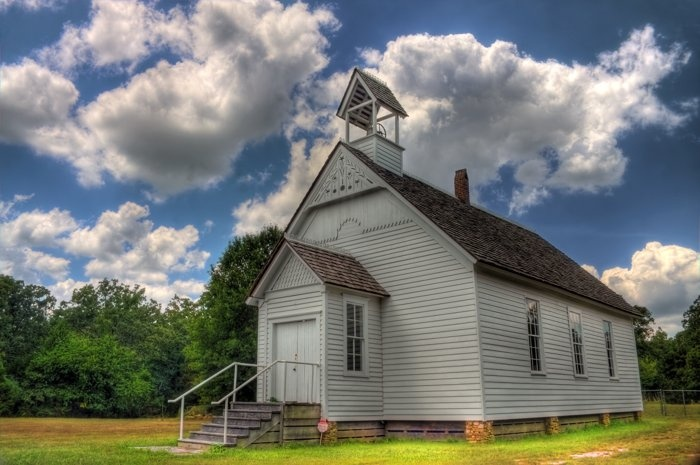
街の西側にあるスミルナメソディスト教会。アーカンソー州で最古の教会とされており、1800年代半ばごろに建てられた[19]。

## 経済
サーシーにはアーカンソー州内で最も大きい銀行の一つであるファースト・セキュリティ・バンクの本社が所在している。2023年に行われた調査では、預金残高額が同州の地方銀行の中で4番目に大きかった。また、市内にはウォールマートとその子会社サムズクラブ(Sam's Club)の配送センターが２か所ある。
中心街南側のスプリングパーク西側にはヤーネルズ・アイスクリーム(Yarnell's Ice Cream)の製造拠点がある。同ブランドは2011年までヤーネルズ・アイスクリーム社が製造していたが、廃業。アイスクリームのブランドと施設が競売にかけられ、ブランドはシカゴのシュルツ＆バーチビスケット(Schulze & Burch Biscuit Co.)、生産施設はアイスクリーム製造業最王手でペンシルベニア州に本社を構えるターキーヒル(Turkey Hill Diary)に売却された。2012年4月に製造を再開し、現在もアイスクリームやフローズンヨーグルトを生産している。

## 主な教育機関

### 大学
- ハーディング大学 ― 州内最大の私立大学[22]。
- アーカンソー州立大学サーシー校 ― 同州ジョーンズボロにあるアーカンソー州立大学のサテライトキャンパス。

#### その他教育機関
- サーシー高校
- リバービュー高校
- ハーディングアカデミー（K-12） ― ハーディング大学の付属校

## 公園
スプリングパーク ― 中心街南側に位置する公園。1920年までこの場所では温泉が湧いていた。
ベリーヒルパーク ― アーカンソー州立大学サーシー校の南側に位置する公園。テニスコートや遊歩道が整備されている。冬季には郡裁判所の建物などとともにライトアップされ、クリスマスツリーが立つ。
リバーサイドパーク ―  ― 中心街から3.4マイル北に位置する。リトルレッド川へ通じる遊歩道や遊具などがある。
サーシーサイクリングロード ― サーシー高校の付近から市街地の外周を回り、市街地南側の運動複合施設へ至る全長5.63マイル(約9ｋｍ)の自転車道。
サーシー運動複合施設 ― 118.5エーカーにフットボールフィールド、野球場、サッカー場などがあり、また市営プールも隣接している。

## 著名な出身者
ブライス・ミッチェル - 総合格闘家